# Marcin Listkowski
Marcin Listkowski (Rypin, 10 febbraio 1998) è un calciatore polacco, centrocampista del Jagiellonia.

## Caratteristiche tecniche
Centrocampista centrale dal fisico brevilineo, è abile con entrambi i piedi. Può ricoprire anche i ruoli di trequartista, ala sinistra e seconda punta.

## Carriera

### Club
Cresciuto nel settore giovanile del Pogoń Stettino, esordisce in prima squadra il 31 maggio 2016 disputando l'incontro di massima serie polacca perso 1-0 contro il Lech Poznań. Milita per quattro stagioni nelle file del club.
Nell'agosto 2018, dopo avere iniziato il campionato con il Pogoń, viene ceduto in prestito al Raków Częstochowa, con cui nel 2018-2019 vince il campionato di seconda serie polacca, ottenendo la promozione in massima serie. Nel 2019-2020 veste nuovamente la maglia del Pogoń.
Il 26 agosto 2020 viene acquistato per 300 000 euro dal Lecce, con cui sottoscrive un contratto di cinque anni. Esordisce con i salentini il 26 settembre 2020, disputando da titolare la partita di campionato Lecce-Pordenone (0-0). Nella stagione seguente segna il suo primo gol con i pugliesi, aprendo le marcature nella vittoriosa partita (0-2) di Coppa Italia in casa dello Spezia del 16 dicembre 2021; il 26 gennaio 2022 realizza il suo primo gol in campionato con i salentini, aprendo le marcature nella vittoriosa sfida casalinga contro il Vicenza (2-1). Con i salentino ottiene la promozione in Serie A, categoria in cui esordisce il 13 agosto 2022 nella sconfitta per 1-2 contro l'Inter.
In Serie A disputa solo 5 partite, ragion per cui il 26 gennaio 2023 viene ceduto in prestito al Brescia, facendo così ritorno in cadetteria. Con i lombardi esordisce il 28 gennaio seguente, nella partita persa in casa contro il Como (0-1), e segna il primo gol il 1º aprile, nella partita persa in casa dell'Ascoli (4-3).
A fine prestito fa ritorno ai giallorossi, con cui disputa una partita prima di venire nuovamente ceduto in prestito in cadetteria il 18 gennaio 2024, questa volta al Lecco.
Rientrato al Lecce, il 20 agosto 2024 viene ceduto a titolo definitivo al Jagiellonia.

### Nazionale
Ha giocato nelle nazionali giovanili polacche Under-17, Under-19 ed Under-21.

## Statistiche

### Presenze e reti nei club
Statistiche aggiornate al 17 aprile 2024.
| Stagione              | Squadra               | Campionato            | Campionato | Campionato | Coppe nazionali | Coppe nazionali | Coppe nazionali | Coppe continentali | Coppe continentali | Coppe continentali | Altre coppe | Altre coppe | Altre coppe | Totale | Totale | Totale |
| Stagione              | Squadra               | Comp                  | Pres       | Reti       | Comp            | Pres            | Reti            | Comp               | Pres               | Reti               | Comp        | Pres        | Reti        | Pres   | Reti   |        |
| --------------------- | --------------------- | --------------------- | ---------- | ---------- | --------------- | --------------- | --------------- | ------------------ | ------------------ | ------------------ | ----------- | ----------- | ----------- | ------ | ------ | ------ |
| 2014-2015             | Pogoń Stettino        | EK                    | 2          | 0          | CP              | 0               | 0               | -                  | -                  | -                  | -           | -           | -           | 2      | 0      |        |
| 2015-2016             | Pogoń Stettino        | EK                    | 24         | 0          | CP              | 0               | 0               | -                  | -                  | -                  | -           | -           | -           | 24     | 0      |        |
| 2016-2017             | Pogoń Stettino        | EK                    | 17         | 0          | CP              | 2               | 0               | -                  | -                  | -                  | -           | -           | -           | 19     | 0      |        |
| 2017-2018             | Pogoń Stettino        | EK                    | 20         | 0          | CP              | 1               | 0               | -                  | -                  | -                  | -           | -           | -           | 21     | 0      |        |
| ago. 2018             | Pogoń Stettino        | EK                    | 2          | 0          | CP              | 0               | 0               | -                  | -                  | -                  | -           | -           | -           | 2      | 0      |        |
| ago. 2018-2019        | Raków Częstochowa     | 1L                    | 25         | 3          | CP              | 5               | 0               | -                  | -                  | -                  | -           | -           | -           | 30     | 3      |        |
| 2019-2020             | Pogoń Stettino        | EK                    | 11         | 0          | CP              | 0               | 0               | -                  | -                  | -                  | -           | -           | -           | 11     | 0      |        |
| Totale Pogon Stettino | Totale Pogon Stettino | Totale Pogon Stettino | 76         | 0          |                 | 3               | 0               |                    | -                  | -                  |             | -           | -           | 79     | 3      |        |
| 2020-2021             | Lecce                 | B                     | 16         | 0          | CI              | 1               | 0               | -                  | -                  | -                  | -           | -           | -           | 17     | 0      |        |
| 2021-2022             | Lecce                 | B                     | 23         | 2          | CI              | 2               | 1               | -                  | -                  | -                  | -           | -           | -           | 25     | 3      |        |
| 2022-gen. 2023        | Lecce                 | A                     | 5          | 0          | CI              | 1               | 0               | -                  | -                  | -                  | -           | -           | -           | 6      | 0      |        |
| gen.-giu. 2023        | Brescia               | B                     | 12+2       | 1          | CI              | -               | -               | -                  | -                  | -                  | -           | -           | -           | 14     | 1      |        |
| 2023-2024             | Lecce                 | A                     | 1          | 0          | CI              | 0               | 0               | -                  | -                  | -                  | -           | -           | -           | 1      | 0      |        |
| Totale Lecce          | Totale Lecce          | Totale Lecce          | 45         | 2          |                 | 4               | 1               |                    | -                  | -                  |             | -           | -           | 49     | 3      |        |
| gen.-giu. 2024        | Lecco                 | B                     | 10         | 0          | CI              | -               | -               | -                  | -                  | -                  | -           | -           | -           | 10     | 0      |        |
| 2024-2025             | Jagiellonia           | EK                    | 13         | 0          | CP              | 1               | 0               | UCOL               | 4                  | 0                  | -           | -           | -           | 18     | 0      |        |
| Totale carriera       | Totale carriera       | Totale carriera       | 181+2      | 6          |                 | 13              | 1               |                    | 4                  | 0                  |             | -           | -           | 200    | 7      |        |

## Palmarès

### Competizioni nazionali
- Campionato italiano di Serie B: 1

Lecce: 2021-2022